# Wu Yibing
Wu Yibing (in cinese: 吴易昺; Hangzhou, 14 ottobre 1999) è un tennista cinese.
Con la vittoria al torneo ATP di Dallas nel 2023 è diventato il primo tennista cinese di tutti i tempi ad aggiudicarsi un torneo del circuito maggiore. Si è affermato anche in alcuni tornei nei circuiti minori. Si è spinto fino al 54º posto mondiale in singolare nel maggio 2023 ed è stato per alcuni mesi il cinese con il miglior piazzamento di tutti i tempi nel ranking ATP.
Tra gli juniores ha vinto i tornei di singolare e di doppio agli US Open 2017, successi che gli hanno consentito di raggiungere la vetta del ranking mondiale di categoria nel settembre 2017. Quello stesso anno ha fatto il suo esordio nella squadra cinese di Coppa Davis.

## Carriera

### Tra gli juniores
Gioca nell'ITF Junior Circuit tra il 2014 e il 2017, vince il primo titolo in doppio nel giugno 2014 in un torneo cinese di Grade 5 e la settimana dopo vince il primo torneo in singolare in un altro Grade 5 cinese. Il primo risultato importante nei tornei di Grade A è la finale raggiunta in singolare nel dicembre 2016 al prestigioso Orange Bowl, persa contro Miomir Kecmanović. Il mese successivo si spinge fino alle semifinali in singolare e in doppio agli Australian Open. Dopo l'eliminazione nei quarti a Wimbledon, nel settembre 2017 trionfa agli US Open sia in singolare, con la vittoria in finale sull'argentino Axel Geller, che in doppio, in coppia con il taiwanese Hsu Yu-hsiou. Sono i primi successi di un cinese in una prova juniores del Grande Slam e gli garantiscono il primo posto nel ranking mondiale l'11 settembre 2017. Disputa l'ultimo torneo da juniores al successivo ITF Junior Masters perdendo la finale contro Emil Ruusuvuori. Chiude l'esperienza con nove titoli in singolare e sette in doppio, con gli unici successi nei tornei di Grade A agli US Open.

### 2015-2017, inizi tra i professionisti e primi titoli Futures e Challenger
Fa il suo esordio tra i professionisti nell'aprile 2015 con la sconfitta al primo turno in un torneo cinese dell'ITF Men's Circuit. Dopo questa isolata apparizione, l'anno successivo gioca otto tornei e gli unici risultato di rilievo sono il suo primo incontro vinto in un torneo dell'ATP Challenger Tour e una semifinale ITF in doppio. Reduce dai buoni risultati tra gli juniores, nel febbraio 2017 fa il suo esordio in Coppa Davis in occasione della sfida vinta 5-0 contro Taiwan, e conquista il secondo punto cinese per il ritiro al quinto set del suo avversario Jason Jung. Due settimane più tardi alza il primo trofeo da professionista sconfiggendo Danilo Petrović nella finale del torneo ITF China F3. A maggio perde la sua prima finale ITF in doppio. Ad agosto si spinge fino in semifinale al Chengdu Challenger e perde al terzo set contro Lu Yen-hsun che vincerà il torneo.
Di rientro dai trionfi agli US Open juniores, il 17 settembre vince il primo titolo Challenger a Shanghai, non ancora diciottenne; ritrova in finale lo stesso Lu, nº 62 del ranking ATP, che si ritira dopo aver perso al tie-break il primo set. A fine mese Wu esordisce con una wild-card nel circuito maggiore e viene sconfitto da Thiago Monteiro al primo turno del Chengdu Open dopo aver vinto il primo set. Esce di scena al primo turno anche al successivo Shanghai Masters, dove invece raggiunge il secondo turno in doppio assieme a Wu Di. A novembre raggiunge la 301ª posizione nel ranking mondiale di singolare.

### 2018-2021, infortuni e impegni nei circuiti cinesi durante i primi due anni di COVID-19
Nella prima parte del 2018 Wu subisce diversi infortuni, si prende diverse pause per recuperare dal punto di vista fisico e mentale, essendo disorientato per la grande differenza tra il tennis juniores e quello professionistico. A febbraio sconfigge Jose Statham nella sfida di Coppa Davis vinta 3-1 contro la Nuova Zelanda. Torna in campo di nuovo in Coppa Davis due mesi dopo per il confronto con l'India, vince il primo singolare con Ramkumar Ramanathan e perde quello decisivo contro Prajnesh Gunneswaran, che sancisce l'eliminazione dei cinesi. Ad aprile sconfigge in un torneo Challenger il nº 86 ATP Evgenij Donskoj. Le varie pause che prende lo tengono lontano dalle competizioni per un totale di 4 mesi; in questo periodo firma un contratto con la statunitense IMG e passa sotto la guida di un nuovo e più professionale staff tecnico con base in Florida.
Riprende a giocare con continuità a luglio e subito perde in finale in un torneo ITF. Diventa ancora più popolare in Cina dopo la medaglia d'argento in singolare conquistata ad agosto ai XVIII Giochi asiatici, primo tennista uomo cinese a entrare in finale in questa competizione dopo 24 anni. Quell'estate raggiunge per due volte i quarti di finale nei tornei Challenger e a settembre porta il best ranking alla 299ª posizione. A ottobre vince il primo incontro di singolare in carriera nel circuito ATP allo Shanghai Masters battendo Li Zhe, e al secondo turno viene eliminato dal nº 12 del mondo Kei Nishikori dopo aver vinto il primo set.
Fa il suo esordio stagionale del 2019 in febbraio in Coppa Davis e perde l'unico incontro disputato in singolare nella sfida vinta 3-2 dal Giappone. Gioca altri tre tornei Challenger e dopo quello giocato in marzo a Zhangjiagang subisce una serie di infortuni che lo tengono lontano dalle competizioni per tutta la stagione, in particolare si sottopone a un intervento chirurgico per rimuovere un'escrescenza ossea al gomito. Lascia gli Stati Uniti e rientra a giocare in Cina nel 2020, durante l'emergenza COVID-19, e sia in quella stagione che in quella successiva gioca con successo esclusivamente nei circuiti nazionali cinesi.

### 2022: tre titoli Challenger, terzo turno agli US Open e 115º nel ranking
A fine gennaio 2022 fa la sua prima apparizione internazionale dopo quasi tre anni in un torneo ITF messicano e si procura una grave distorsione durante il match di secondo turno. Mantiene alcuni dei punti ATP guadagnati nel 2019 grazie alle misure adottate dall'ATP per far fronte alla pandemia di COVID-19, ma a marzo scende alla posizione nº 1869 del ranking. Rientra ad aprile e vince il primo titolo dopo 4 anni e mezzo nel torneo di singolare dell'ITF M15 a Orange Park. L'impegno successivo è a maggio al Challenger di Zagabria, dove sconfigge il nº 85 ATP Jordan Thompson e viene eliminato nei quarti di finale da Jason Kubler. Ritrova Kubler a giugno nella finale del Challenger di Orlando e si aggiudica il titolo per il ritiro dell'avversario nel terzo set. A luglio vince due tornei Challenger consecutivi negli Stati Uniti a Rome e a Indianapolis battendo nelle rispettive finali Ben Shelton e Aleksandar Kovacevic. Già con il successo a Rome ritocca il best ranking del 2019 portandosi alla 233ª posizione mondiale, e con la vittoria a Indianapolis sale alla 174ª, diventando per due settimane il nº 1 tra i tennisti cinesi.
Trascorre le tre settimane successive a prepararsi per gli US Open e il 26 agosto diventa il primo tennista uomo cinese a superare le qualificazioni nella storia dello Slam newyorkese insieme a Zhang Zhizhen, che si qualifica quello stesso giorno. Dopo il successo iniziale su Ričardas Berankis, supera in rimonta Stefano Travaglia e accede al tabellone principale battendo in due set il nº 112 ATP Corentin Moutet. Al primo turno concede solo 7 giochi al nº 35 del mondo Nikoloz Basilašvili e diventa il primo uomo cinese a vincere un incontro in uno Slam nell'era Open; la stessa impresa non riesce a Zhang, che perde l'incontro di primo turno. L'ultima vittoria di un tennista cinese in uno Slam era stata quella di Fu Chi Mei, che aveva sconfitto Ron Barnes al turno di esordio del torneo di Wimbledon 1959. Wu si impone quindi in rimonta al quinto set su Nuno Borges e al terzo turno viene eliminato in tre set da Daniil Medvedev; a fine torneo sale alla 131ª posizione mondiale. Torna a giocare dopo oltre un mese nei Challenger ed esce al secondo turno a Gwangju, la settimana successiva perde la finale di Seoul contro Li Tu e porta il best ranking alla 115ª posizione.

### 2023: primo cinese a vincere un torneo ATP, top 60 e operazione al piede
Comincia l'anno con la partecipazione all'ATP 250 di Adelaide, batte Ugo Humbert e al secondo turno viene sconfitto al terzo set da Alexei Popyrin. Partecipa per la prima volta al tabellone principale degli Australian Open e perde al primo turno al quinto set contro Corentin Moutet. A febbraio perde la finale al Challenger di Cleveland al tiebreak del terzo set contro Aleksandar Kovacevic, risultato con cui entra per la prima volta nella top 100. La settimana seguente diventa il primo tennista cinese a vincere un torneo ATP conquistando il Dallas Open e nel corso del torneo stabilisce altri record. Sconfigge nell'ordine Michael Mmoh, l'ex top 10 Denis Shapovalov, Adrian Mannarino e in semifinale il nº 8 del mondo Taylor Fritz, primo top 10 mai battuto da un tennista cinese, e diventa il primo cinese a raggiungere una finale ATP. Nell'incontro decisivo ha la meglio su John Isner dopo 3 tiebreak e quasi 3 ore di gioco. Questo risultato gli permette di diventare il nº 58 del mondo, migliore posizione mai raggiunta da un tennista uomo cinese, continua l'ascesa dopo il secondo turno raggiunto in entrambi i Masters 1000 di Indian Wells e Miami.
Si spinge fino al secondo turno anche agli Internazionali d'Italia e nei quarti di finale al successivo Geneva Open, dove si infortuna durante il match con Alexander Zverev ed è costretto al ritiro; a fine torneo porta il best ranking al 54º posto. Vince solo 1 dei successivi 6 incontri e inizia a perdere posizioni in classifica, mentre Zhang Zhizhen sale alla 52ª e gli sottrae il primato del miglior ranking cinese maschile di tutti i tempi. Tra le sconfitte al primo turno vi sono quelle del suo debutto al Roland Garros e a Wimbledon, nel torneo londinese accusa un malore dovuto a difficoltà respiratorie durante il match contro Frances Tiafoe, si riprende e porta a termine l'incontro perdendo in 3 set. Si sente di nuovo male il mese dopo al primo turno a Washington, ma questa volta non si regge sulle gambe e si ritira. Rientra un mese dopo agli US Open, dove supera in 5 set Dušan Lajović e al secondo turno raccoglie solo 4 giochi contro Alex de Minaur. I postumi di un vecchio infortunio a un piede lo inducono in ottobre a sottoporsi a un intervento chirurgico e inizia quindi la riabilitazione. Nel periodo di inattività fa entrare due nuovi coach nel suo team, Wayne Ferreira per i tornei in America e Marcos Baghdatis per quelli europei.

### 2024-2025: convalescenze, crollo nel ranking e due titoli Challenger
Torna nel circuito a fine marzo 2024 con la 298ª posizione ATP, supera le qualificazioni a Houston ed esce al primo turno per mano di Jordan Thompson. Inizia quindi un nuovo periodo di inattività. Il secondo rientro stagionale avviene verso fine agosto al Challenger 50 di Jinan, ripartendo stavolta dalla 582ª posizione mondiale, e si aggiudica un titolo dopo oltre due anni con il successo in finale sul giapponese Rio Noguchi. Esce al primo turno nei tre tornei successivi, le ultime due volte in tornei cinesi ritirandosi nel corso dell'incontro. Rientra a fine settembre per disputare il suo ultimo torneo stagionale allo Shanghai Masters e viene eliminato al terzo turno da Carlos Alcaraz dopo aver sconfitto il nº 29 ATP Nicolas Jarry, risultati con cui risale alla 404ª posizione.
Torna a giocare dopo cinque mesi e mezzo di inattività al Miami Open 2025, entra nel tabellone principale con una wild card ed esce al primo turno. Dopo altri due mesi di stop raggiunge i quarti al Challenger 100 di Oeiras II e perde poi al primo turno di qualificazione al Roland Garros. Rientra nella top 300 aggiudicandosi il Challenger 75 dei Tyler Tennis Championships. Continua a risalire nei tornei successivi, in particolare all'ATP 500 del Washington Open, dove elimina Gaël Monfils e il top 30 Alexei Popyrin ed esce di scena al terzo turno per mano di Daniil Medvedev.

## Statistiche

### Singolare

#### Vittorie (1)
| Legenda              |
| Grande Slam (0)      |
| ATP Finals (0)       |
| ATP Masters 1000 (0) |
| ATP Tour 500 (0)     |
| ATP Tour 250 (1)     |

| N. | Data             | Torneo              | Superficie  | Avversario in finale | Punteggio               |
| 1. | 12 febbraio 2023 | Dallas Open, Dallas | Cemento (i) | John Isner           | 6(4)-7, 7-6(3), 7-6(12) |

### Tornei minori

#### Singolare

##### Vittorie (8)
| Legenda tornei minori             |
| Challenger (6)                    |
| Futures/ITF World Tennis Tour (2) |

| N. | Data              | Torneo                                              | Superficie  | Avversario in finale | Punteggio             |
| 1. | 5 marzo 2017      | China F3, Anning                                    | Terra rossa | Danilo Petrović      | 6-4, 7-6(6)           |
| 2. | 17 settembre 2017 | Shanghai Challenger, Shanghai                       | Cemento     | Lu Yen-hsun          | 7-6(6), 0-0 rit.      |
| 3. | 24 aprile 2022    | M15 Orange Park                                     | Terra rossa | Michael Zheng        | 7-6(4), 7-5           |
| 4. | 12 giugno 2022    | Orlando Open, Orlando                               | Cemento     | Jason Kubler         | 6(5)-7, 6-4, 3-1 rit. |
| 5. | 17 luglio 2022    | Georgia's Rome Challenger, Rome                     | Cemento (i) | Ben Shelton          | 7-5, 6-3              |
| 6. | 24 luglio 2022    | Rajeev Ram Foundation Indy Challenger, Indianapolis | Cemento (i) | Aleksandar Kovacevic | 6(10)-7, 7-6(13), 6-3 |
| 7. | 24 agosto 2024    | Jinan International Open, Jinan                     | Cemento     | Rio Noguchi          | 7-5, 6-3              |
| 8. | 8 giugno 2025     | Tyler Tennis Championships, Tyler                   | Cemento     | Zhou Yi              | 6-4, 3-6, 6-3         |

##### Sconfitte in finale (3)
| Legenda tornei minori             |
| Challenger (2)                    |
| Futures/ITF World Tennis Tour (1) |

| N. | Data            | Torneo                      | Superficie  | Avversario           | Punteggio        |
| 1. | 15 luglio 2018  | China F10, Shenzhen         | Cemento     | Te Rigele            | 6-4, 4-6, 3-6    |
| 2. | 16 ottobre 2022 | Seoul Open Challenger, Seul | Cemento     | Li Tu                | 6(5)-7, 4-6      |
| 3. | 5 febbraio 2023 | Cleveland Open, Cleveland   | Cemento (i) | Aleksandar Kovacevic | 6-3, 5-7, 6(2)-7 |

#### Doppio

##### Sconfitte in finale (1)
| N. | Data        | Torneo            | Superficie  | Compagno    | Avversari                 | Punteggio   |
| 1. | maggio 2017 | Spain F12, Lleida | Terra rossa | Boris Arias | Erik Crepaldi Pascal Meis | 6(3)-7, 4-6 |

### Tornei juniores del Grande Slam

#### Singolare

##### Vittorie (1)
| N. | Data              | Torneo            | Superficie | Avversari in finale | Punteggio |
| 1. | 10 settembre 2017 | US Open, New York | Cemento    | Axel Geller         | 6-4, 6-4  |

#### Doppio

##### Vittorie (1)
| N. | Data             | Torneo            | Superficie | Compagno     | Avversari in finale     | Punteggio        |
| 1. | 9 settembre 2017 | US Open, New York | Cemento    | Hsu Yu-hsiou | Yuta Shimizu Toru Horie | 6-4, 5-7, [11-9] |